# 嵵裡澚
嵵裡澚，是澎湖自清治時期至日治初期的一個行政區劃，其範圍即今澎湖縣的馬公市澎南地區。
嵵裡澚被林投澚分隔成兩部分，南部面積較大者為嵵裡澚本部地區，其北、西、南三邊均瀕海，僅東北邊與林投澚相連；北部面積較小者為嵵裡澚之飛地，其南邊瀕海，西邊與北邊為東西澚，東邊為林投澚。

## 管轄街庄鄉
嵵裡澚共轄12個鄉：
- 今馬公市境內：風櫃尾鄉、嵵裡鄉、井仔垵鄉、鷄母塢鄉、豬母水鄉、鎖管港鄉、鐵線尾鄉、石泉鄉、菜園鄉、前藔鄉、虎井鄉、桶盤鄉

## 名人
- 蔡玉成